# Karibik (Roman)
Karibik (Originaltitel: Caribbean) ist ein Roman des amerikanischen Schriftstellers James A. Michener.
Er erschien im Jahr 1989 auf Englisch, 1990 auf Deutsch und umfasst als historischer Roman 16 Kapitel, die jeweils als eigene Geschichten gelesen werden können.

## Inhaltsübersicht
Die 16 Kapitel sind nur lose miteinander verknüpft und umspannen den Zeitraum von 1300 bis in die Gegenwart (um 1989). Die Kapitel sind zeitlich geordnet; in den später spielenden Kapiteln wird immer wieder auf Orte, Personen oder Familien der früheren Kapitel verwiesen. Ein öfter wiederkehrendes Motiv ist die Frage, wie der Karibik eine bessere Zukunft gelingen könne.
Historische Figuren werden mit erfundenen gemischt, die eigentlichen historischen Geschehnisse werden oft nur indirekt erzählt. Immer wieder werden die Unterschiede der drei wichtigsten Volksgruppen – schwarze, braune und weiße – ausgeführt. Mehrmals wird überlegt, wie viel besser es um die Karibik stehen würde, wenn alle Gebiete unter der Herrschaft einer einzigen fremdem Macht stehen würden – erst Spanien, dann Großbritannien, Frankreich und zuletzt die USA.

## Die Kapitel
Die Crotonhecke erzählt eine erfundene Geschichte vom Überfall der kriegerischen Kariben auf die kulturell hochstehenden und friedlichen Arawaken.
Der bluttrinkende Gott erzählt eine erfundene Geschichte im Umfeld des Niedergangs der Maya-Kultur.
Der Schatten des toten Admirals
Die spanische See beschreibt die Angriffe der englischen Freibeuter John Hawkins und Francis Drake auf spanische Städte der Karibik.
Schwere Stürme in Klein-England gibt das Geschehen auf Barbados während des Englischen Bürgerkriegs wieder.
Der Freibeuter berichtet von Henry Morgan.
Die Zuckerbarone handelt von dem Einfluss der englischen Pflanzerfamilien der Karibik auf die britische Politik.
Seeheld und Mitgiftjäger handelt von Horatio Nelson.
Kreolenliebe behandelt die Geschichte Martiniques während der französischen Revolution.
Das gequälte Land spielt in Haiti zur Zeit seiner Unabhängigkeitskriege.
Kriegsrecht beschreibt die Niederschlagung eines Sklavenaufstandes auf Barbados und das Nachspiel in London.
Empfehlungsschreiben erzählt von einem Journalisten, der 1938 auf eine fiktive Insel All Saints kommt, um über einen neuen Generalgouverneur zu schreiben. Bald jedoch gerät die Tochter des Gouverneurs in den Mittelpunkt, die mit einem schwarzen Mann ein Verhältnis beginnt. Mit der Ankunft des deutschen Kriegsschiffs Admiral Graf Spee verkompliziert sich die Situation.
Der ewige Student behandelt das Studium eines karibischen Studenten in Miami und seine Versuche, nach Ende seines Studiums in den Vereinigten Staaten bleiben zu können.
Der Rastafari spielt wieder auf der imaginären Insel All Saints und beschreibt die Auseinandersetzung mit den Gedanken der Rastafaris.
Die Zwillinge erzählt von einem exilkubanischen Ehepaar aus Miami, das ein Ehepaar in Havanna auf Kuba besucht – es wird viel über die verschiedenen Gesellschaftssysteme gesprochen.
Das goldene Meer beschreibt eine Kreuzfahrt durch die Karibik; verschiedene Probleme werden dargestellt und diskutiert.

## Ausgaben
- James A. Michener: Karibik (Originaltitel: Caribbean). Deutsch von Thomas Stegers. ECON, Düsseldorf 1990, ISBN 3-430-16701-9.
- James A. Michener: Karibik. Deutsch von Thomas Stegers. Mit einer Karte.  Bertelsmann, Gütersloh 1990.
- James A. Michener: Karibik. Bastei Lübbe, 1993, ISBN 3-404-11960-6.

In der Ausgabe von Bertelsmann wird als Originaltitel "Carribean" angegeben. Diese falsche Schreibweise findet sich auch an vielen Stellen im Internet.